# 梓州
梓州，中国隋朝时设置的州。
开皇末年，改新州置，治所在昌城县（大业初年改郪县，今四川省三台县）。“因梓潼水为名”《元和郡县志》）。辖境相当今四川省三台、盐亭、射洪等县地。大业初改为新城郡，唐朝武德元年（618年）复为梓州。天宝元年（742年）改为梓潼郡，乾元元年（758年）复为梓州。辖境扩大至今中江县。北宋时，为梓州路治。重和元年（1118年）升为潼川府。州城“左带涪水，右挟中江；居水陆冲要”（《元和郡县志》）。唐朝乾元后，分蜀为东、西川，梓州常为东川节度使治。
| 唐朝梓州辖县 | 唐朝梓州辖县                                                               |
| ------------ | -------------------------------------------------------------------------- |
| 618年        | 郪县、射洪县、盐亭县、通泉县、飞乌县                                       |
| 620年        | 郪县、射洪县、盐亭县、通泉县、飞乌县（玄武县来属）                         |
| 621年        | 郪县、射洪县、盐亭县、通泉县、飞乌县、玄武县（增永泰县）                   |
| 648年        | 郪县、射洪县、盐亭县、通泉县、飞乌县、玄武县、永泰县                       |
| 679年        | 郪县、射洪县、盐亭县、通泉县、飞乌县、玄武县、永泰县（增铜山县）           |
| 778年        | 郪县、射洪县、盐亭县、通泉县、飞乌县、玄武县、永泰县、铜山县（涪城县来属） |

## 刺史
| 唐朝梓州刺史 - 夏侯端（武德年间—627年） - 李药王（贞观年间） - 李文博（636年） - 郑筠（贞观年间） - 李震（662年—665年） - 卢世矩（唐高宗时） - 李崇敬（武周时） - 白大威（武周时） - 杜无忝（武周时） - 崔泰之（唐中宗、唐睿宗时） - 王晙（721年—722年） - 韦抱贞（724年） - 李适之（727年） - 张某（729年） - 吴嘉宾（737年） - 权若讷（开元年间） - 宋温璩（开元年间） - 裴晋（开元年间） - 苏务寂（开元年间） - 元孝绰（唐玄宗时） - 韦濬（唐玄宗时） - 武集（唐玄宗时） | - 李谦（乾元年间） - 段子璋（761年） - 郝某（762年） - 李某（762年—763年） - 章彝（763年—764年） - 杨某（764年） - 李季贞（永泰年间） - 李某（大历初年） - 张献诚（766年） - 李长（766年—767年） - 杜济（767年—768年） - 鲜于叔明（768年—786年） - 于邵（771年，未任） - 钱某（大历、贞元年间） - 王叔邕（786年—802年） - 李康（802年—806年） - 韦丹（805年—806年，未任） - 高崇文（806年） - 严砺（806年—809年） - 潘孟阳（809年—813年） - 卢坦（813年—817年） - 李逢吉（817年—820年） - 王涯（820年—823年） - 李绛（823年—825年） - 郭钊（825年—829年） - 刘遵古（830年—832年） - 杨嗣复（833年—835年） - 冯宿（835年—836年） - 杨汝士（836年—839年） | - 郑复（839年—841年） - 归融（841年—842年） - 卢弘宣（843年—844年） - 卢商（844年—845年） - 杜悰（845年—848年） - 周墀（849年—851年） - 柳仲郢（851年—855年） - 韦有翼（855年—858年） - 崔慎由（858年—咸通初年） - 严某（咸通初年） - 薛耽（862年） - 高璩（862年—865年） - 王承业（865年） - 独孤云（866年—870年） - 颜庆复（870年—871年） - 崔充（872年—875年） - 吴行鲁（875年—877年） - 李璧（877年—878年） - 王讽（878年—879年） - 杨师立（880年—884年） - 高仁厚（884年—886年） - 顾彦朗（887年—891年） - 顾彦晖（891年—897年） - 李茂贞（896年，未任） - 刘崇望（898年，未任） - 王宗涤（897年—901年） - 王宗裕（901年—904年） - 王宗佶（905年—907年） |